# Železniční trať Zittau–Löbau
Železniční trať Zittau–Löbau je dráha v Sasku, která byla původně vybudována a provozována společností Löbau-Zittauer Eisenbahngesellschaft. Trať, jež je nyní v provozu pouze zčásti v Žitavě (Zittau) a pokračuje přes o Oderwitz a Herrnhut do Löbau. Mezi Žitavou a Oberoderwitz je vedena jako hlavní trať (Hauptbahn), mezi Oberoderwitz a Löbau, jak dráha vedlejší (Nebenbahn). Typickým znakem tratě je 7 viaduktů na pouhých 34 km.

## Historie

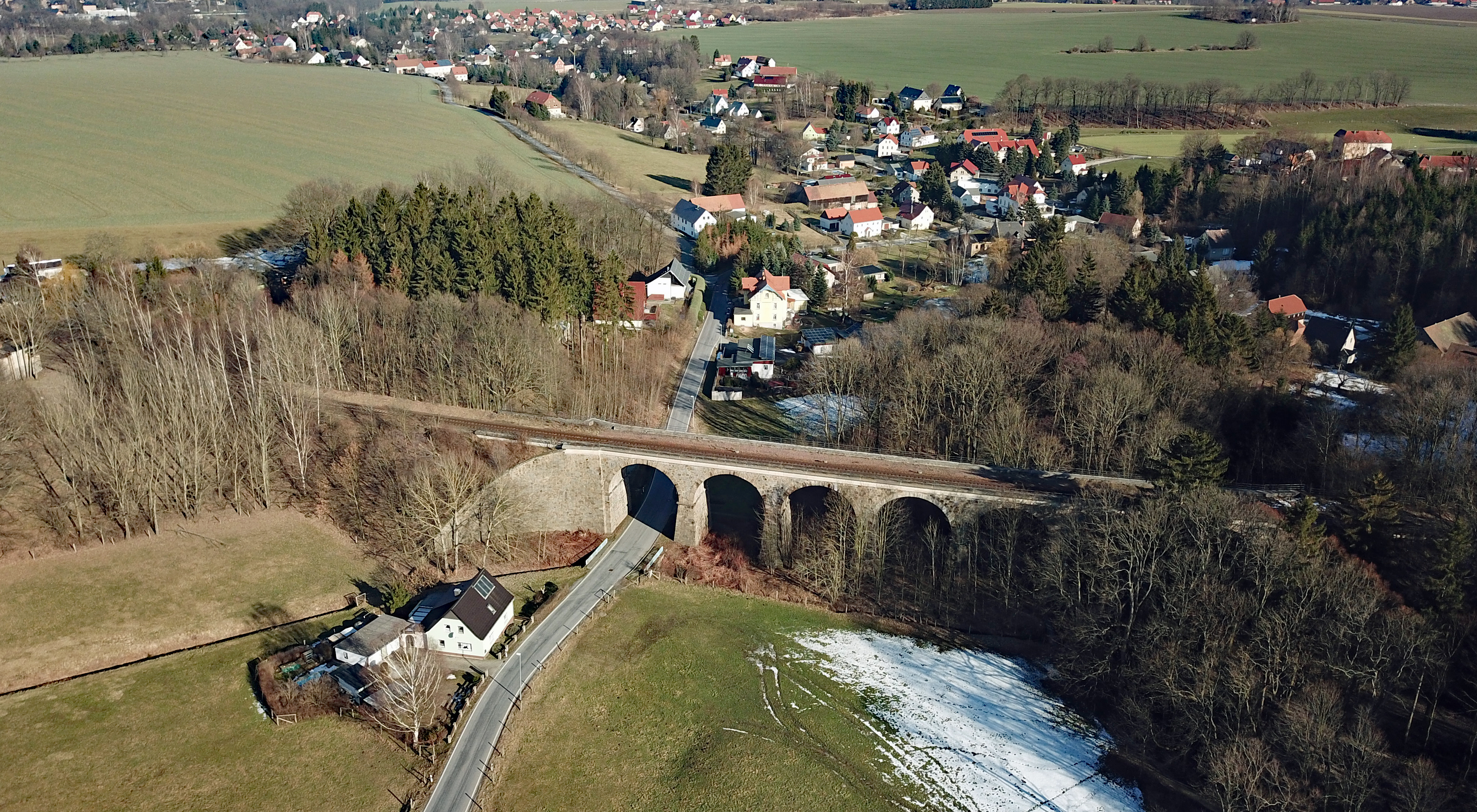
Trať s viaduktem Höllengrund v Großschweidnitz

25. června 1845 obdržela Löbau-Zittauer Eisenbahn-Gesellschaft obdržel koncesi na stavbu trati z Löbau do Žitavy. Trať byla otevřena 10. června 1848, provoz zajišťovala též Löbau-Zittauer Eisenbahn-Gesellschaft. Slavnostní zahajovací vlak ze Žitavy do Löbau táhla parní lokomotiva ZITTAU. Na zpáteční cestě ji vystřídala její sesterská lokomotiva LÖBAU .
1. ledna 1871 přešla dráha do vlastnictví Královských saských drah.
Na konci druhé světové války vyhodil Wehrmacht do vzduchu několik velkých viaduktů.
Po druhé světové válce jezdily vlaky zpočátku pouze ze Žitavy ke zbořenému viaduktu v Herrnhutu. V celé trase bylo možno znovu projet trať až 4. srpna 1945. V dalších letech na trati velmi narostl provoz, protože velká část dopravy mezi Žitavou a Görlitzem byla směrována přes Herrnhut–Löbau. Důvodem bylo to, že přímá trať Zittau – Hagenwerder (– Görlitz) se po válce nacházela převážně na polském území a za průjezd bylo nutno platit vysoké poplatky.
V rámci jízdního řádu 1993/94 zavedly Deutsche Reichsbahn na tratích v Horní Lužici taktový jízdní řád. Vlaky na trati Zittau–Herrnhut–Löbau se poté střídaly s vlaky na trase Zittau–Eibau–Ebersbach–Löbau každé dvě hodiny, takže mezi Großschweidnitz a Löbau jezdily vlaky v přibližně hodinovém taktu. Doba jízdy mezi Žitavou a Löbau přes Herrnhut byla přibližně 43 minut. Mezi Zittau a Oberoderwitzem se kromě toho ve dvouhodinovém taktu střídaly osobní a spěšné vlaky trasy Zittau–Bischofswerda (–Drážďany).
24. května 1998 byla zastavena osobní doprava mezi Žitavou a Löbau přes Herrnhut. Veškerý provoz v úseku Oberoderwitz–Herrnhut tím prakticky zanikl, protože manipulační vlaky jezdily pouze z Löbau do Herrnhutu. 31. května 1999 byl úsek Oberoderwitz–Herrnhut uzavřen a zakonzervován. Do konce roku 2001 obsluhovala nákladní doprava z Löbau ještě Obercunnersdorf (vozba šrotu) a Herrnhut (uhelný sklad, nakládka dřeva), poté se obsluhoval pouze Niedercunnersdorf (nakládka plynu, zemědělských produktů). Na konci února 2002 byla podána žádost o uzavření úseku Herrnhut–Niedercunnersdorf, definitivně k němu však došlo až 28. února 2003. S novým jízdním řádem byla v prosinci 2002 též definitivně zastavena osobní doprava mezi Ebersbachem a Löbau, čímž byla ukončena veškerá osobní doprava v severní části dráhy. Vlaky byly nahrazeny autobusovou dopravou.
Od roku 2007 má úsek Niedercunnersdorf–Löbau v pronájmu společnost Deutsche Regionaleisenbahn (DRE). Úsek Oberoderwitz–Niedercunnersdorf byl později vrácen do majetku DB Netz .
V roce 2010 byla trať od km 30,200 do km 37,774 zapojena do dálkového řízení elektronickým stavědlem (ESTW), řízeným ze střediska Zittau se sídlem v Bischofswerdě a železniční stanice Mittelherwigsdorf byla změněna na odbočku.
V rámci jízdního řádu 2011 byl mezi Žitavou a Oberoderwitzem zaveden dvouhodinový takt spěšných (Regional-Express) i osobních vlaků, které jezdí v zájemném prokladu, takže celkový takt je hodinový. Mezi Žitavou a Mittelherwigsdorfem byl provoz navíc posílen dalšími vlaky společnosti Vogtlandbahn (pozdější Die Länderbahn) se značkou „ Trilex “ na trase Liberec - Varnsdorf - Seifhennersdorf / Rybniště (od prosince 2020 jezdí pouze do Seifenersdorfu). Tyto vlaky jezdily každou hodinu.
Se změnou jízdního řádu v prosinci 2014 nahradily Die Länderbahn předchozího dopravce DB Regio Südost na trase Drážďany–Bischofswerda–Zittau (–Liberec).
V roce 2018 se postavila petice občanské iniciativy „proHerrnhuter Bahn“ proti úplnému zrušení úseku Oberoderwitz–Niedercunnersdorf (trať je pouze uzavřena a zakonzervována, nikoliv zrušena – něm. Stilllegung). Občanská iniciativa vidí potenciál tratě kromě využití pro regionální dopravu v přímém spojení Liberce, Žitavy a Budyšína bez nutnosti přestupu, nebo rychlejším spojení Žitavy a Drážďan.
Od 4. listopadu do 3. prosince 2019 byly v dotčených obcích k dispozici podklady pro schválení projektu „Zrušení úseku z Oberoderwitzu do Niedercunnersdorfu (km 38,225 až 53,100 tratě 6214 Zittau/Grenze – Löbau)“. Plán zahrnoval zejména demontáž kolejí a vybudování náhradního mostu přes spolkovou silnici v 96 v Oberoderwitzu v km 38,610. Investorem projektu je Deutsche Bahn.

## Popis tratě
Trať opouští stanici Zittau západním směrem a pokračuje proti proudu Mandavy a Landwasseru. U Oderwitzu se trať stáčí k severu, v Herrnhutu pak opět mění směr na západní. Poblíž Herrnhutu leží nejvyšší bod tratě. U Großschweidnitzu se spojí s tratí Ebersbach–Löbau a poté pokračuje opět severním směrem.

### Významné body na trati
Zittau

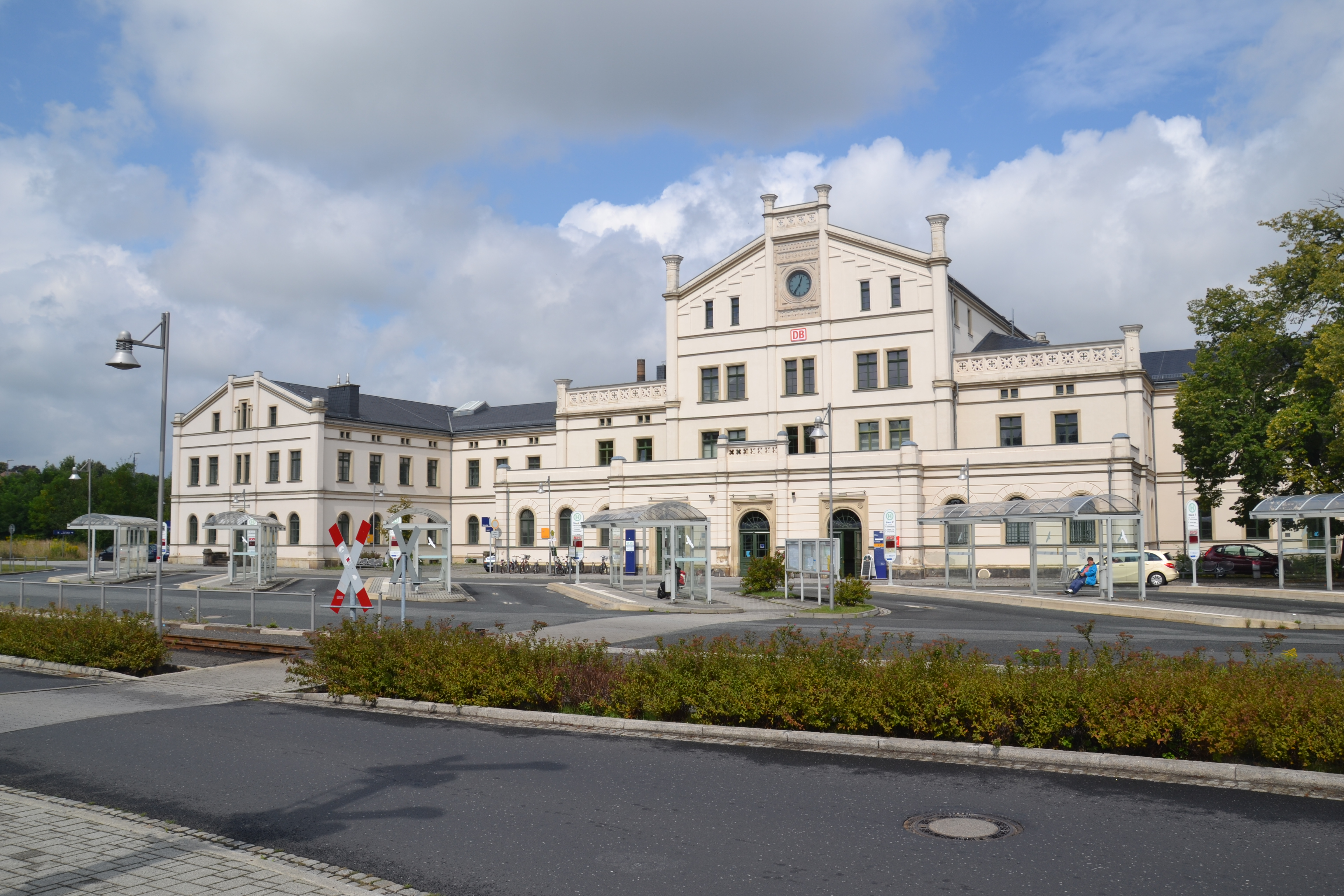
Žitavské nádraží

Koncová stanice dráhy Löbau–Zittau v Žitavě měla původně stát u brány Webertor. Námitky občanů Žitavy, kteří se obávali hluku a kouře, vedly k výstavbě nádraží asi 600 metrů severně od tehdejších hranic města. Od roku 1859 byla do stanice od východu zaústěna též trať z Liberce společnosti Zittau-Reichenberger Eisenbahngesellschaft. Nádraží bylo dále rozšířeno se stavbou tratí Zittau–Nikrisch (1875) a Zittau–Markersdorf (1884). Stanice Žitava získala svou současnou podobu po velké přestavbě v letech 1907 až 1911. Výpravní budova a část nástupišť byly v souladu s památkovou ochranou renovovány v roce 2001 u příležitosti Saského dne v Žitavě.
Zittau-Pethau
Pozdější nákladiště Zittau-Pethau bylo postaveno jako část žitavského nádraží během přestavby v letech 1907 až 1911. Kromě nákladiště zde stálo také depo. Po roce 1985 byla zahájena výstavba velkého nakládacího zařízení v Zittau-Pethau pro surový lignit z povrchového dolu Olbersdorf, který měl být po železnici dodáván do elektráren Hirschfelde a Hagenwerder. V důsledku politické změny ve východním Německu v letech 1989/90 byl projekt zastaven. Tehdy již byly položeny koleje a zřízeno stavědlo.
Mittelherwigsdorf (Sachs)

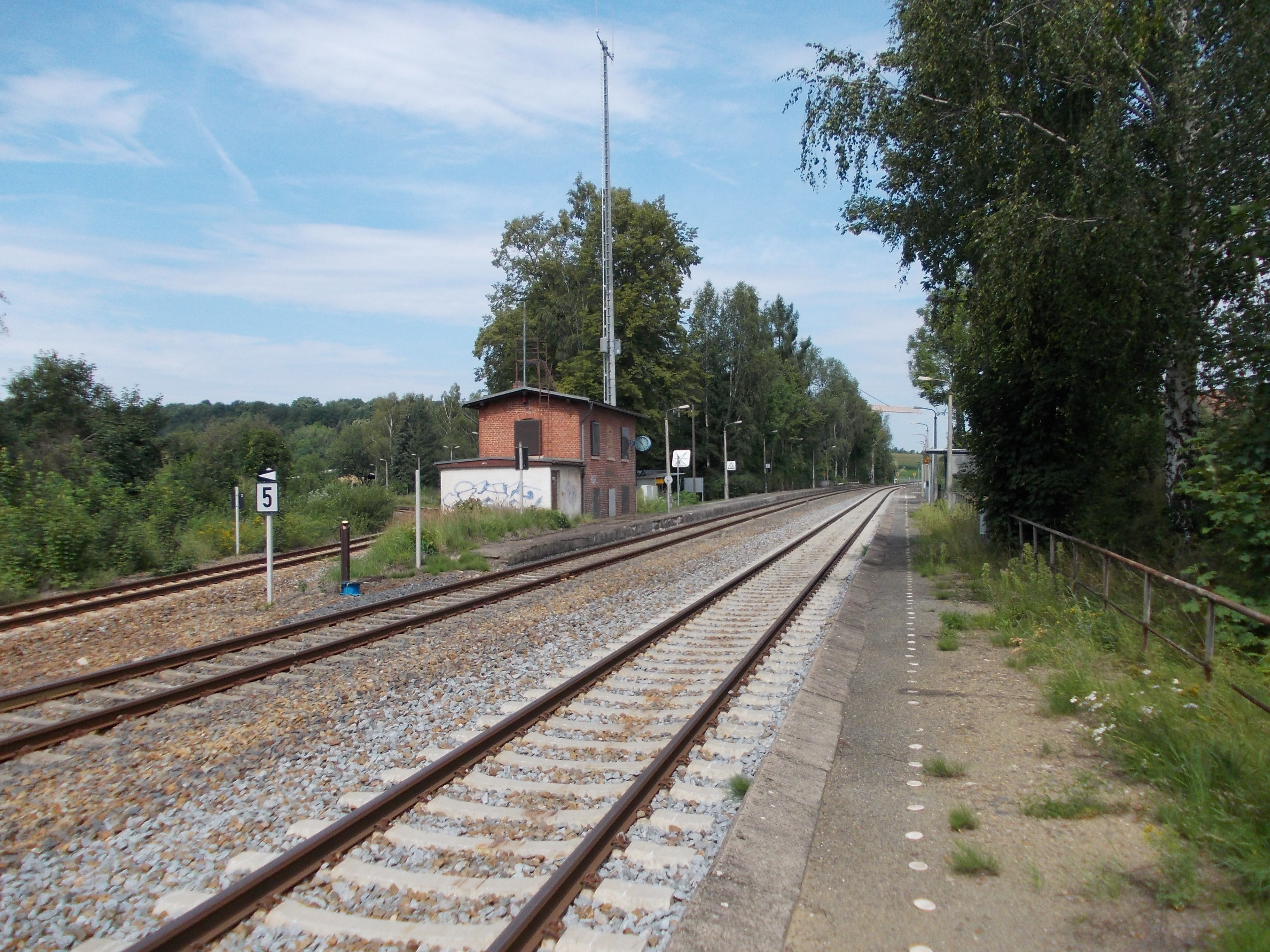
Zastávka Mittelherwigsdorf

Na zastávce Mittelherwigsdorf začíná odbočná trať přes český Varnsdorf a saský Seifhennersdorf do Eibau, na které je provozována pravidelná osobní doprava jen do Seifhennersdorfu. Zastávka byla zřízena 1. ledna 1868 pod názvem Scheibe. Na stanici byla změněna až 27. června 1882, kdy byly spojeny do té doby dvě paralelní tratě mezi Žitavou a Scheibe. 15. května 1927 dostala stanice nový název Mittelherwigsdorf, do nějž byla obec Scheibe začleněna.
Ve stanici se nachází výpravní a vedlejší budova na nástupištích ve směru na Großschönau, dále nápadná budova stavědla přímo mezi rozbočujícími se tratěmi, a několik skladišť. Na obou tratích se nacházejí dvě nástupní hrany, na straně směrem na Grosschönau stála též manipulační kolej se skladištěm.
V rámci přepnutí tratí na dálkové řízení elektronickým stavědlem v roce 2010 byla stanice změněna na zastávku s odbočkou.
Oberoderwitz

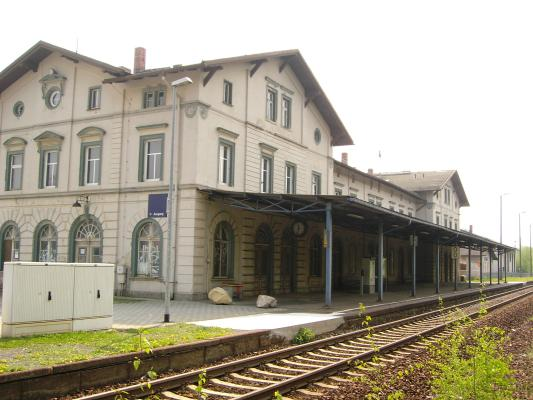
Stanice Oberoderwitz (2007)

Stanice Oberoderwitz existuje již od otevření dráhy. Původně byl Oberoderwitz jen nevýznamnou zastávkou, až s otevřením tratě Oberoderwitz–Wilthen v roce 1879 se Oberoderwitz stal jednou z důležitých seřaďovacích stanic v Horní Lužici. Dosud stojící, ale nevyužívaná výpravní budova na ostrovním nástupišti pochází z roku 1863. Reprezentativní hlavní budovy jsou přístavbou z roku 1879. Po zrušení kolejiště v roce 1999 byl Oberoderwitz změněn na zastávku s odbočkou. Výhybka u stavědla „B1“ slouží pouze pro přechod z dvoukolejné na jednokolejnou trať ve směru na Wilthen. Na „Löbauské“ straně stanice se nenacházejí používané již žádné koleje.
Ruppersdorf
Zastávka Ruppersdorf byla otevřena 15. října 1879. Na zastávce se nacházela jednoduchá budova s čekárnou. Do poloviny šedesátých let zde existovala vlečka, kterou naposledy používalo zemědělské družstvo (Bäurliche Hadelgenossenschaft BHG).
Herrnhut

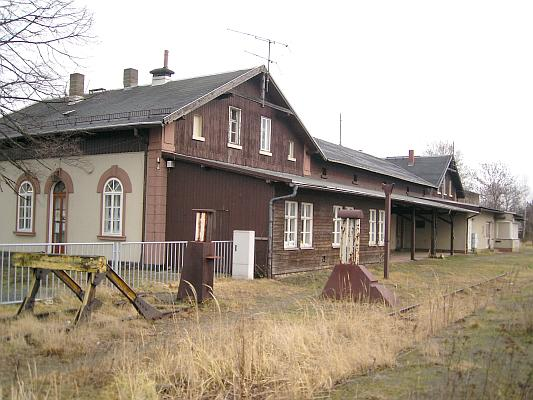
Stanice Herrnhut (2007)

Stanice Herrnhut stála již od otevření trati. Od roku 1893 byl Herrnhut výchozím bodem úzkokolejné tratě do Bernstadtu, která roku 1945 padla za oběť reparací ze strany sovětské okupační moci. Od konce 70. let 20. století byl Herrnhut vybaven zabezpečovacím zařízením sovětského typu EZMG. Výpravní budova nádraží se později používala jako umělecký ateliér. Ráno 9. dubna 2012 došlo v nepoužívané budově k požáru. Budovu majitel, který ji získal roku 2011, obnovil v letech 2016–2017. Po opravě v budově sídlí obchody.
Obercunnersdorf
Zastávka Obercunnersdorf existuje již od otevření tratě v roce 1848. Původní zastávka byla na náspu přímo na východním konci viaduktu. V roce 1874 byla přemístěna na dnešní místo a rozšířena o dvě manipulační koleje. Jako služební budova s čekárnou sloužil malý hrázděný domek, která byl v roce 1908 výrazně rozšířen a sloužil až do roku 1995. U manipulačních kolejí stálo skladiště. 
Vlečka do Grünsteinwerke Fa. Lehder
Vlečka do Grünsteinwerke Fa. Lehder byla zřízena 31. ledna 1927 a připojovala se zleva do širé tratě mezi Obercunnersdorfem a Niedercunnersdorfem. Z továrny se vozil především štěrk a kamenivo, přičemž vlečka byla obsluhována přímo manipulačními vlaky a též posunem z Niedercunnersdorfu.
Niedercunnersdorf
Nádraží Niedercunnersdorf bylo otevřeno 1. října 1874 jako zastávka Neucunnersdorf. Niedercunnersdorf je dnes[kdy?] posledním provozovaným tarifním bodem pro nákladní dopravu na trati. Jediným přepravcem je pobočka společnosti BayWa, která dováží po železnici stavební hmoty a zkapalněný plyn. Niedercunnersdorf je sídlem dispečera řízení provozu DRE. Od konce 70. let 20. století byl Niedercunnersdorf vybaven zabezpečovacím zařízením sovětského typu EZMG .
Odbočka Höllengrund
Odbočka Höllengrund vznikla až po druhé světové válce pro připojení do té doby paralelně vedené tratě Ebersbach–Löbau. Souběžná trať Niedercunnersdorf–Löbau byla v roce 1945 demontována sovětskými okupačními silami. Odbočka Höllengrund je nyní dálkově řízena dispečerem DRE ze stanice Niedercunnersdorf.
Großschweidnitz
Zastávka Großschweidnitz byla otevřena 1. května 1904. Důvodem bylo otevření psychiatrické nemocnice „Königlichen Landesheil- und Pflegeanstalt“ (nynější Saská nemocnice Großschweidnitz). Vzhledem k tomu, že se jednalo o tehdy největší psychiatrickou léčebnu v Sasku, byl počet návštěv značný. Pro přepravu materiálu na stavbu nemocnice byla roku 1899 v Großschweidnitzu zřízena vlečka, která později sloužila jako veřejné nákladiště.
Löbau (Sachs)

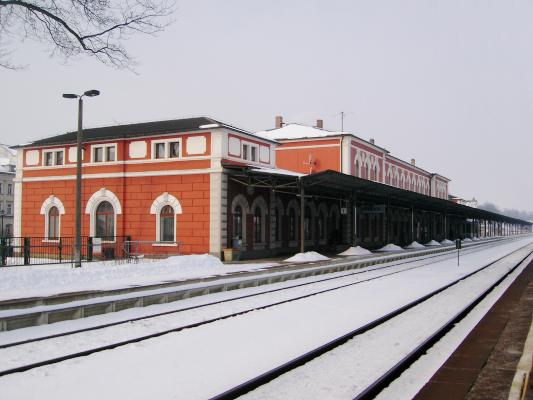
Stanice Löbau (Sachs) (2007)

Stanice Löbau byla otevřena otevřena 23. prosince 1846 nejprve jako dočasná koncová stanice tratě z Drážďan, která byla roku 1847 prodloužena do Görlitzu. S vybudováním tratí do Žitavy a později do Ebersbachu (1871), Weißenbergu (1879) a Großpostwitzu (1928) se Löbau stalo jedním z nejdůležitějších železničních uzlů v Sasku.

### Umělé stavby
Viadukt přes Mandavu v Mittelherwigsdorfu
Původní šestiobloukový 124 metrů dlouhý kamenný most přes Mandavu byl roku závěru války odstřelen. Poté byl most přestavěn na ocelový nosníkový most na čtyřech betonových pilířích.
Od konce května do začátku srpna 2012 byl viadukt kompletně zrekonstruován v rámci probíhající modernizace tratě, kdy byla zvýšena rychlost na 120 km/h a zavedeno dálkově ovládané elektronické zabezpečovací zařízení. Vlaky od Drážďan končily v průběhu výluky v Oberoderwitzu a ve zbývající části do Žitavy byly nahrazeny autobusy.
Viadukt Höllengrund

Sedmiobloukový, 115 metrů dlouhý viadukt přes údolí Höllengrund u Großschweidnitzu pochází z doby otevření tratě. Viadukt byl vybudován pro dvě koleje, přičemž druhá polovina byla využita od roku 1873 pro souběžnou trať Ebersbach–Löbau. Na konci druhé světové války vyhodil Wehrmacht do vzduchu střední oblouk, oprava byla provedena v roce 1945 provizorním železným nosníkem, později byl oblouk dostavěn avšak pouze pro jednu kolej. Od té doby je trať Ebersbach–Löbau zaústěna do tratě Zittau–Löbau na odbočce Höllengrund bezprostředně před viaduktem.

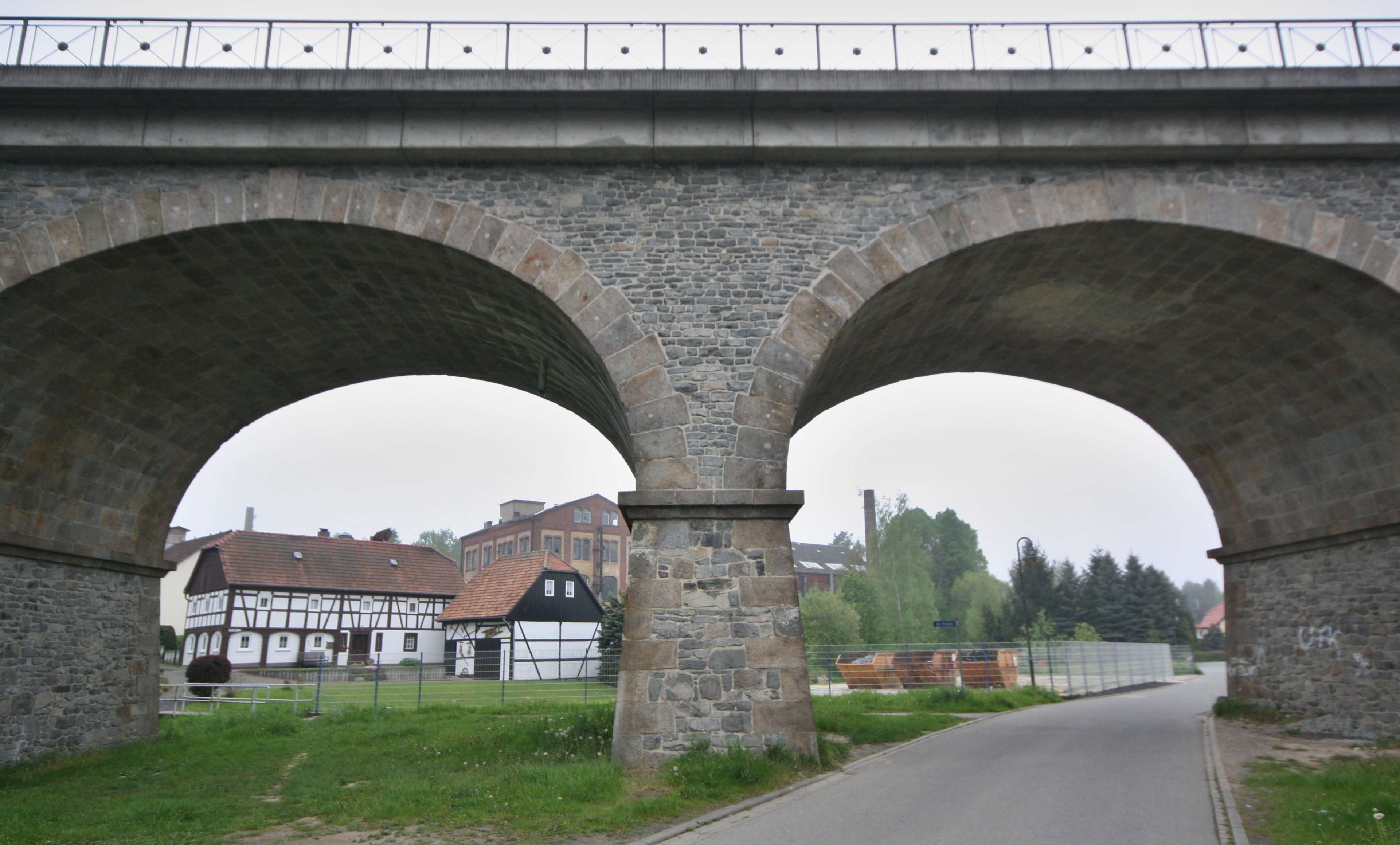
Viadukt v Oderwitzu
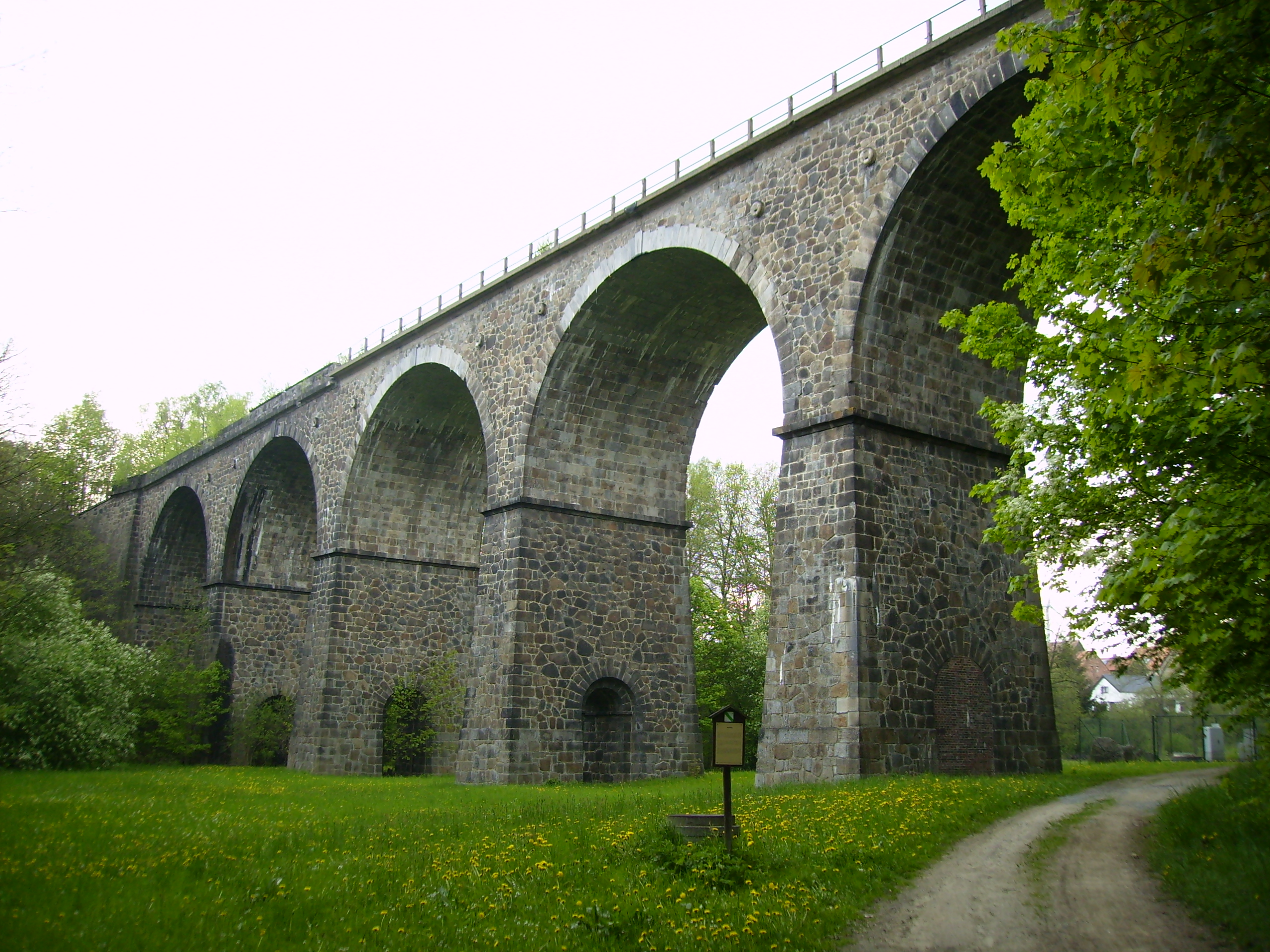
Viadukt v Herrnhutu
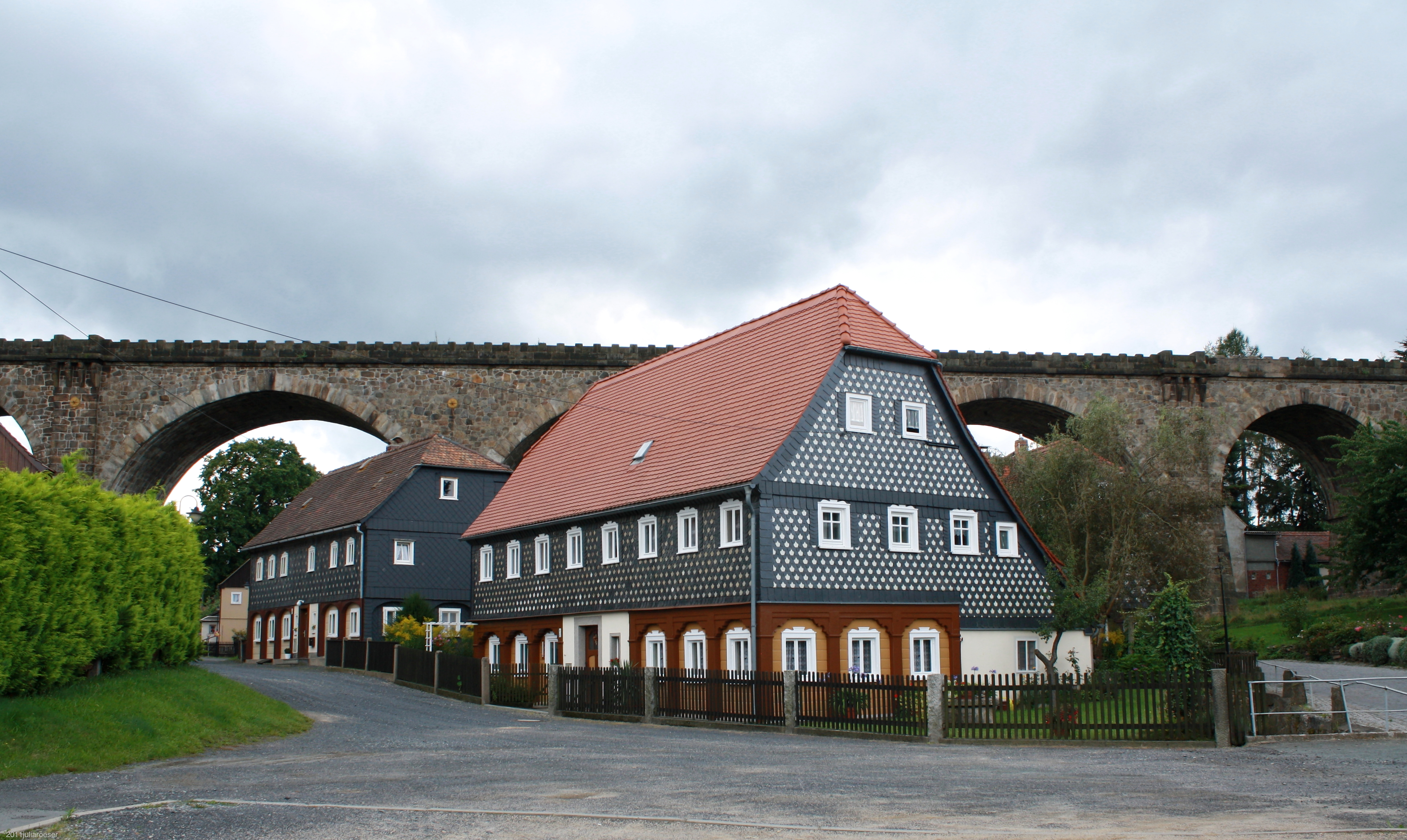
Obercunnersdorfský viadukt
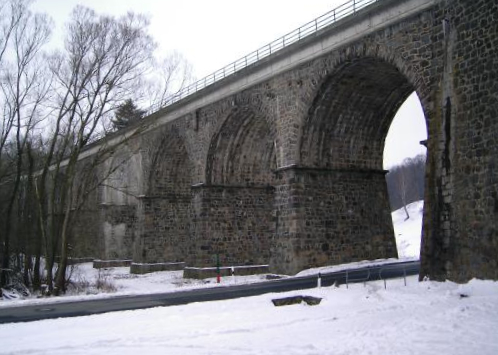
Höllengrundský viadukt

## Nasazovaná vozidla
Vogtlandbahn nasazoval na svoje vlaky od prosince 2010 jednotky Siemens Desiro Classic, v případě potřeby je doplněné jednotkami RegioSprinter. Die Länderbahn nyní nasazují (2021) na osobní vlaky Liberec–Seifenersdorf motorové vozy Stadler Regio-Shuttle RS1. Na spěšné vlaky (Regional-Express) z Liberce do Drážďan nasazují výhradně jednotky Siemens Desiro Classic.[zdroj?]